# Championnats de Tunisie d'athlétisme 1997
Navigation
1996 1998
Les championnats de Tunisie d'athlétisme 1997 sont une compétition tunisienne d'athlétisme se disputant en 1997.

## Palmarès
| Discipline            | Hommes                             | Hommes         | Femmes                  | Femmes         |
| --------------------- | ---------------------------------- | -------------- | ----------------------- | -------------- |
| 100 m                 | Mansour Noubigh                    | 10 s 80        | Awatef Hamrouni         | 12 s 20        |
| 200 m                 | Anis Riahi                         | 21 s 67        | Awatef Hamrouni         | 25 s 73        |
| 400 m                 | Anis Riahi                         | 47 s 82        | Afef Turki              | 58 s 30        |
| 800 m                 | Fethi Ouerghi                      | 1 min 54 s 51  | Abir Nakhli             | 2 min 8 s 65   |
| 1 500 m               | Fethi Ouerghi                      | 3 min 57 s 13  | Abir Nakhli             | 4 min 27 s 10  |
| 5 000 m               | Hédi Khalfallah                    | 14 min 34 s 57 | Soulef Bouguerra        | 17 min 27 s 45 |
| 10 000 m              | Mohamed Tahar Mansouri             | 30 min 18 s 2  | Soulef Bouguerra        | 36 min 52 s 8  |
| 100 m haies           |                                    |                | Sana Drid               | 15 s 27        |
| 110 m haies           | Ferid Hannachi                     | 15 s 56        |                         |                |
| 400 m haies           | Ferid Hannachi                     | 54 s 36        | Nabila Jami             | 63 s 8         |
| 3 000 m steeple       | Hamadi Chabbouh                    | 8 min 54 s 20  |                         |                |
| Relais 4 × 100 mètres | Athletic Club de Mareth            | 44 s 17        | Athletic Club de Nabeul | 50 s 78        |
| Relais 4 × 400 mètres | Club sportif de la Garde nationale | 3 min 20 s 30  | Athletic Club de Nabeul | 4 min 13 s 17  |
| Saut en longueur      | Imed Machraoui                     | 7,10 m         | Elhem Ben Salah         | 5,40 m         |
| Triple saut           | Kamel Deguiche                     | 15,06 m        | Elhem Ben Salah         | 12,08 m        |
| Saut en hauteur       | Ramzi Chabâane                     | 2,07 m         | Rym Selma Achour        | 1,63 m         |
| Saut à la perche      | Mohamed Bedioui                    | 4,80 m         |                         |                |
| Lancer du poids       | Sami Samir                         | 14,61 m        | Monia Kari              | 13,90 m        |
| Lancer du disque      | Hatem Kebaier                      | 43,40 m        | Monia Kari              | 51,56 m        |
| Lancer du marteau     | Mohamed Karim Horchani             | 64,66 m        |                         |                |
| Lancer du javelot     | Maher Ridane                       | 76,80 m        | Sonia Toumi             | 36 m           |
| Décathlon             | Mehdi Mekki                        | 6 447 points   |                         |                |
| Heptathlon            |                                    |                | Manel Bani              | 3 800 points   |
| Marathon              |                                    |                |                         |                |

## Classement par équipes
| Rang | Équipe                                  | Titres | 2e place | 3e place | Total |
| 1    | Club sportif de la Garde nationale      | 8      | 3        | 8        | 19    |
| 2    | Association sportive militaire de Tunis | 5      | 7        | 0        | 12    |
| 3    | Athletic Club de Sousse                 | 4      | 5        | 5        | 14    |
| 3    | Athletic Club de Nabeul                 | 4      | 5        | 5        | 14    |
| 5    | Avenir sportif de La Marsa              | 3      | 1        | 4        | 8     |
| 8    | Jeunesse sportive de La Manouba         | 3      | 1        | 0        | 4     |
| 7    | Progrès athlétique club temimien        | 3      | 0        | 1        | 4     |
| 8    | Zitouna Sports                          | 2      | 4        | 0        | 6     |